# 김홍명 (정치학자)
김홍명은 장하진의 남편이자 조선대학교 총장 서리를 지낸 정치학자이다. 광주 민주화 운동에 참여해 사후 국립묘지에 안장됐다. 민주화 이후 조선대학교 학내 민주화에 기여했다.
1. ↑  https://www.yna.co.kr/view/AKR20240307062400054